# Amuropaludina pachya
Amuropaludina pachya е вид коремоного от семейство Viviparidae.

## Разпространение
Видът е разпространен в Русия (Амурска област).